# Jutazinskij rajon
Lo Jutazinskij rajon (in russo Ютазинский район?, in tataro: Ютазы районы) è un municipal'nyj rajon della Repubblica Autonoma del Tatarstan, in Russia. Istituito il 6 aprile 1991, occupa una superficie di 760,57 chilometri quadrati, conta 20 116 abitanti ed è suddiviso in un distretto urbano e 10 comuni rurali. Il capoluogo è l'insediamento di tipo urbano di Urussu. Il maggior fiume del territorio è l'Ik.